# راؤول أريلانو
راؤول أريلانو (Raúl Arellano) (مواليد 28 فبراير 1935)، هو لاعب كرة قدم كان يلعب كمهاجم.

## وصلات خارجية
- راؤول أريلانو على موقع الاتحاد الدولي (مؤرشف)  (الإنجليزية)
- راؤول أريلانو على موقع قاعدة بيانات كرة القدم.إي يو (الإنجليزية)
- راؤول أريلانو على موقع ناشيونال فوتبول تيمز (الإنجليزية)
- راؤول أريلانو على موقع Soccerway.com (الإنجليزية)
- راؤول أريلانو على موقع عالم كرة القدم.نت (الإنجليزية)